# Ципья
Ципья (тат. Чепья) — село в Балтасинском районе Татарстана. Административный центр Ципьинского сельского поселения.

## География
Находится на реке Арборка на севере Татарстана, в 20 км к северу от посёлка городского типа Балтаси.

## История
Известно с 1710—1711 годов. Упоминалось также как Чипья, Новая Ципья, Ципья Гурьевская, Гурьевское. До 1930-х годов восточная часть села составляла деревню Тлогурт, где было волостное правление. В селе имелась Троицкая церковь (1848 год постройки).
В 1938—1958 годах село являлось центром Ципьинского района.
На протяжении длительного времени поселение является центром изготовления изделий из ивового прута (для этой цели в пойме реки Шушмы были созданы ивовые плантации для получения ивового прута), в советское время здесь была создана фабрика плетеных изделий.

## Население
Постоянных жителей было: в 1746—111, в 1763 — 96 душ мужского пола, в 1795—193, в 1859—224, в 1884—208, в 1897—221, в 1905—316, в 1920—370, в 1926—540, в 1938—1188, в 1949—941, в 1958—831, в 1970—1465, в 1979—1335, в 1989—1399, в 2002 году 1548 (татары 49 %, удмурты 44 %), в 2010 году 1597.